# Your Sugar Sits Untouched
Your Sugar Sits Untouched är en diktsamling från 2005 av den amerikanska artisten Emilie Autumn. Det är en omarbetad version av 2000 års Across the Sky & Other Poems med ytterligare sju dikter utgiven som 46-spårig ljudbok. Ett begränsat antal på 3000 exemplar producerades för internationell distribution. Den 15 september 2008 utgavs albumet digitalt, bland annat via Emilie Autumns webbplats och iTunes Store.
Dikterna skrevs av Autumn när hon var mellan 13 och 18 år gammal.

## Dikter
Dikterna skrivna och upplästa av Emilie Autumn. Spårlängder enligt den digitala utgåvan.
1. "Title" – 0:07
2. "Goodbye" – 2:17
3. "The Day You Love" – 	3:25
4. "At What Point Does a Shakespeare Say" – 0:34
5. "Blackbird Sonnets" – 2:42
6. "Constant" – 	1:20
7. "Ghost" – 2:33
8. "How to Break a Heart" – 0:56
9. "Rant I" – 0:42
10. "In Praise of Cyrano" – 0:51
11. "So Many Fools" – 	2:09
12. "The Ballad of Mushroom Down" – 3:28
13. "The One" – 	1:19
14. "Space" – 0:30
15. "Alas (The Knight)" – 8:26
16. "A Letter from a Friend" – 1:33
17. "A Plea to the Dying" – 3:54
18. "Close" – 	0:31
19. "Dreams" – 1:51
20. "Everybody's Girl" – 	0:46
21. "Empty" – 	0:46
22. "Homesick Sonnets" – 2:50
23. "Rant II" – 	0:59
24. "Little Boy" – 2:06
25. "Smirking Girl" – 1:07
26. "Try My Best" – 	1:21
27. "Nearer Than You" – 	1:51
28. "The Muse" – 	1:17
29. "The Music I Heard Once" – 	1:40
30. "If You Could Only Know" – 	1:15
31. "Funny How Things Change" – 	1:57
32. "I Didn't Mean You" – 0:52
33. "If" – 0:46
34. "Visions" – 	2:15
35. "By the Sword" – 	2:10
36. "Didn't" – 	0:30
37. "If You Feel Better" – 	1:36
38. "Two Masks" – 	0:39
39. "What Right Have I" – 	1:00
40. "WOMAN" – 	0:50
41. "I Cried for You" – 	0:28
42. "Rapunzel Sonnets" – 	5:47
43. "Never Tasted Tears" – 	4:48
44. "Jump the Track" – 1:55
45. "On Artistic Integrity" – 	3:14
46. "Manipulation" – 	1:20